# Campañana
Campañana o La Campañana es un pequeño pueblo de la comarca de El Bierzo, provincia de León (España).
Pertenece al ayuntamiento de Carucedo.
- Datos: Q8256521